# File URI scheme
L’extension file est un schéma d'URI (Uniform Resource Identifier) spécifié par les normes RFC 1630 et RFC 1738, typiquement utilisé pour retrouver des fichiers sur son propre ordinateur. Ces spécifications ont été mises à jour en 2017 dans la RFC 8089.

## Package
Dans les distributions linux, le package s'appelle "mlocate" ; les 2 commandes associées sont "locate" et "updatedb".[réf. nécessaire]